# Neotylenchus latus
Neotylenchus latus är en rundmaskart. Neotylenchus latus ingår i släktet Neotylenchus och familjen Neotylenchidae. Inga underarter finns listade i Catalogue of Life.